# Lorraine Open 1979
Il Lorraine Open 1979 è stato un torneo di tennis giocato sul cemento. Si è giocato a Nancy in Francia. È stata la 1ª edizione del torneo, che fa parte del Colgate-Palmolive Grand Prix 1979. Il torneo si è giocato dal 19 al 25 marzo 1979.

## Campioni

### Singolare maschile
Yannick Noah ha battuto in finale  Jean-Louis Haillet con il punteggio di 6–2, 5–7, 6–1, 7–5

### Doppio maschile
Klaus Eberhard /  Karl Meiler hanno battuto in finale  Robin Drysdale /  Andrew Jarrett con il punteggio di 4–6, 7–6, 6–3